# 跨膜丝氨酸蛋白酶2
跨膜丝氨酸蛋白酶2（英語：Transmembrane protease, serine 2，缩写TMPRSS2）在人类是由TMPRSS2基因编码的酶。

## 功能
属于丝氨酸蛋白酶家族。包含II型跨膜蛋白结构域、A类受体结构域、清道夫受体富含半胱氨酸结构域和蛋白酶结构域。已知丝氨酸蛋白酶涉及很多生理和病理过程。有证据表明这个基因在前列腺癌细胞里被雄性激素正调控，在不依赖雄性激素的前列腺癌组织里被负调控。这个蛋白的蛋白酶结构域被自我剪切并分泌到细胞培养液中。

## ERG基因融合
TMPRSS2蛋白在前列腺癌形成中的功能依赖于ETS转录因子（如ERG基因和ETV1）通过基因融合的过度表达。TMPRSS2-ERG是最常见的，占人类前列腺癌的40%-80%。ERG过度表达通过破坏雄激素受体信号，导致不依赖雄激素的前列腺癌的形成。

## 与冠状病毒的关系
有些冠状病毒（比如严重急性呼吸道综合征冠状病毒(SARS-CoV)和嚴重急性呼吸系統綜合症冠狀病毒2型(SARS-CoV-2)）被跨膜丝氨酸蛋白酶2激活并被跨膜丝氨酸蛋白酶2抑制剂抑制。SARS-CoV-2通过SARS-CoV受体ACE2进入并通过跨膜丝氨酸蛋白酶2引导S蛋白。批准临床使用的跨膜丝氨酸蛋白酶2抑制剂甲磺酸卡莫司他阻止SARS-CoV-2进入，可能是治疗的一个选择。